# Pamětní medaile technické roty ruských legii
Pamětní medaile technické roty ruských legii, je pamětní medaile, která byla založena v roce 1947 při příležitosti 30. výročí vzniku této jednotky.
Medaile se předávala v papírové krabičce s malou stužkou a dekretem o udělení medaile.